# Julius (Braunschweig-Wolfenbüttel)

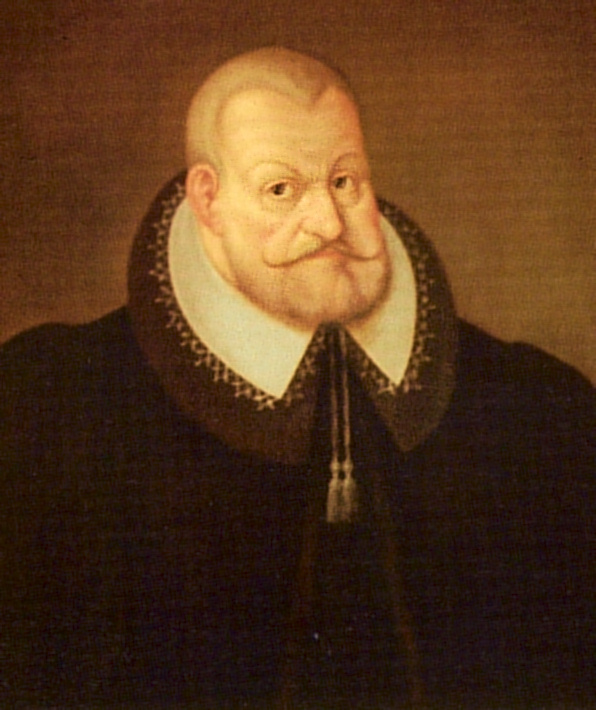
Herzog Julius von Braunschweig-Lüneburg

Wappen von Wolfenbüttel 1570 (Beischrift: „Von Hertzog Julio zu Braun: und Lüneb: etc. Ist diese Feste Heinrichsstadt genent, unnd mit diesem Ingesiegell begnadet, Anno M.D.LXX.“)

Julius (* 29. Juni 1528 in Wolfenbüttel; † 3. Mai 1589 ebenda), Herzog zu Braunschweig und Lüneburg, Fürst von Braunschweig-Wolfenbüttel, regierte von 1568 bis zu seinem Tode 1589 und gilt als einer der bedeutendsten Herrscher seines Fürstentums.

## Jugend
Julius war der vierte bzw. der dritte überlebende Sohn Herzog Heinrichs II. des Jüngeren. Durch einen Unfall in frühester Kindheit hatte er leicht verkrüppelte Füße. Auch erfüllte sein Charakter nicht die Kriterien, die sein draufgängerischer Vater für einen Herrscher als absolut notwendig erachtete. Da er zwei ältere Brüder, Karl Viktor (1525–1553) und Philipp Magnus (1527–1553), hatte, wurde er für eine kirchliche Karriere ausgebildet.
Julius studierte erst in Köln, wo er ein Kanonikat erhielt, dann im flandrischen Löwen, ab 1550 bereiste er Frankreich. Ganz nebenbei kaufte er dort ein paar Ritterromane, die den Grundstock der später weltberühmten Wolfenbütteler Bibliothek bilden sollten.
Während einer der vielen kriegerischen Auseinandersetzungen der damaligen Zeit fielen seine beiden älteren Brüder in der blutigen Schlacht bei Sievershausen 1553. Julius war plötzlich Thronfolger, was seinem Vater missfiel. Julius besaß nicht die ritterlichen Fähigkeiten und die körperliche Tüchtigkeit, die damals für unverzichtbar gehalten wurden. Reiten und Jagen waren nicht das Seine. Stattdessen hatte er studiert und die französische Kultur kennengelernt. Julius liebäugelte zudem mit dem Protestantismus, während sein Vater als letzter Fürst in Norddeutschland den Katholizismus verteidigte, sich deswegen mit dem Schmalkaldischen Bund anlegte, Niederlagen einstecken musste und von seinen Feinden eingekerkert wurde. Um dem Zwist aus dem Wege zu gehen, bezog Julius unweit der Residenz Wolfenbüttel das Schloss Hessen, wo mehrere seiner Kinder geboren wurden. Hier arbeitete er sich in Verwaltungsfragen und Wirtschaftstheorien ein und erprobte seine neu erworbenen Fähigkeiten in seinem Amt Hessen.
1556 heiratete sein Vater Heinrich die polnische Prinzessin Sophia Jagiellonica (1522–1575), Tochter König Sigismunds I. von Polen. Die künftigen Kinder aus dieser Ehe bestimmte der Herzog zu seinen Erben, während Julius mit einer Leibrente abgefunden werden sollte. Allerdings blieb Heinrichs zweite Ehe kinderlos.
An Ostern 1558 verweigerte der lutherisch gesinnte Julius die Teilnahme an der katholischen Messe. Dies bedeutete den endgültigen Bruch mit seinem Vater. Einer Verhaftung konnte er sich durch Flucht an den Hof seines Schwagers, des Markgrafen Johann von Brandenburg-Küstrin, entziehen. 1560 heiratete Julius in Cölln an der Spree Hedwig von Brandenburg, die Tochter des Kurfürsten Joachim II. Hector. Seine Gemahlin war eine Nichte seiner Stiefmutter Sophia von Polen. Dieser Umstand und die Geburt seines Sohnes Heinrich Julius 1564 leiteten eine vorsichtige Aussöhnung mit Herzog Heinrich II. ein. Der Großvater hoffte, den Enkel katholisch erziehen und damit langfristig den altgläubigen Status seines Fürstentums sichern zu können.

## Regierung
Schon zwei Monate nach seinem Regierungsantritt führte Herzog Julius in seinem Land die Reformation ein. Im August 1568 untersagte er die Feier der katholischen Messe. Vom 8. Oktober bis zum 15. November 1568 ließ er unter der Leitung des Braunschweiger Superintendenten Martin Chemnitz und des Tübinger Theologen Jakob Andreae eine Visitation vornehmen, die schwere seelsorgerische Defizite und theologische Unwissenheit von Landgeistlichen offenbarte. Im Folgejahr erließ er eine Kirchenordnung, die sich in ihrem kirchenrechtlichen Teil an der württembergischen und in ihrem liturgischen Teil an der lüneburgischen Kirchenordnung Ernst des Bekenners orientierte. Weitere Schritte beim Ausbau der Landeskirche bildeten die Errichtung eines Konsistoriums aus Theologen und weltlichen Räten, dessen Sitzungen der Herzog zu leiten hatte, sowie die Einteilung des Fürstentums in Generalsuperintendenturen.
Dazu kam eine Verwaltungsreform und eine vollkommen neue Wirtschaftspolitik, die sich am Merkantilismus orientierte. Bodenschätze wurden erschlossen und die Infrastruktur ausgebaut.
Bergbau und Hüttenwesen im Harz wurden gefördert und die Oker (als Wasserweg zwischen Wolfenbüttel und dem Harz) schiffbar gemacht. So kamen die Erze auf dem schnellsten und sichersten Weg nach Wolfenbüttel, wo eine florierende Waffenindustrie entstand. Julius’ Zeughaus beherbergte eine Zeit lang die längsten Kanonen Deutschlands, mit denen er Probeschüsse von bis zu sechs Kilometern Weite realisieren konnte.
Im Jahr 1569 erfand Julius eine neue Art der Artilleriemunition. Es waren Kugeln, gegossen aus der Schlacke der Metallhütten des Harz, deren Ausbau er vorantrieb. Zwischen 1569 und 1585 wurden in den Metallhütten „Frau-Sophienhütte“ und „Herzog-Juliushütte“ Tausende solcher Kugeln in unterschiedlichen Kalibern gegossen. Im Jahr 1572 erreichten bereits 54.000 Stück dieser Kugeln die Stadt Wolfenbüttel, während noch 73.824 weitere in den Metallhütten vorrätig lagerten. Ein großer Teil der gefertigten Kanonenkugeln trug eine eingegossene Markierung, bestehend aus der Jahreszahl der Fertigung und dem Monogramm des Herzoges. Diese Kugeln wurden teils als Handelsware verkauft, teils als persönliche Tauschware von Herzog Julius verwendet.

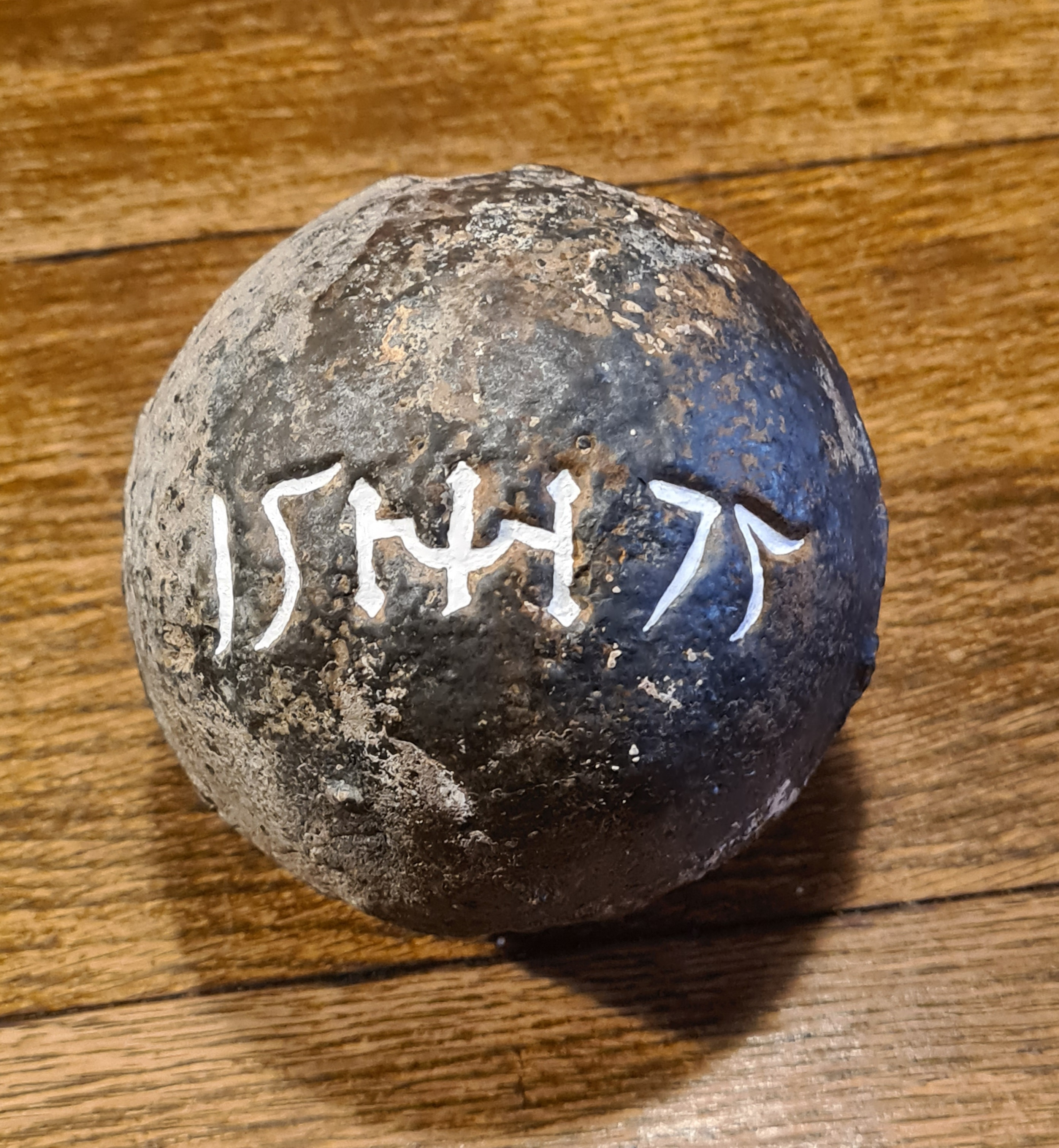
Kanonenkugel aus Schlacke mit dem Herstellungsjahr (1575) und dem Monogramm von Herzog Julius (HJ), Durchmesser 9,5 cm, Gewicht 1928 Gramm

Der große (und vielleicht einzige) Vorteil der Schlacke-Kugeln war die enorme Einsparung von Eisen (im Vergleich zu herkömmlichen, aus Eisen gegossenen Kanonenkugeln). Gleichzeitig fand die bei der Verhüttung von Erz, als Abfallprodukt anfallende Schlacke, eine mehr oder weniger sinnvolle Verwendung.
Aufgrund der Materialeigenschaften der Schlacke, in Verbindung mit mangelnder Verarbeitungstechnik bei der Herstellung, erwiesen sich die auf diese Weise gegossenen Kanonenkugeln allerdings nur bedingt als Artilleriemunition tauglich. Wie zeitgenössische Beschussversuche zeigten, zerbrachen die Kugeln bereits entweder beim Abfeuern im oder kurz nach Verlassen des Kanonenrohres. Dies mag der Grund sein, warum diese Materialzusammensetzung sich für Artilleriegeschosse in späteren Jahrhunderten nicht durchgesetzt hat.

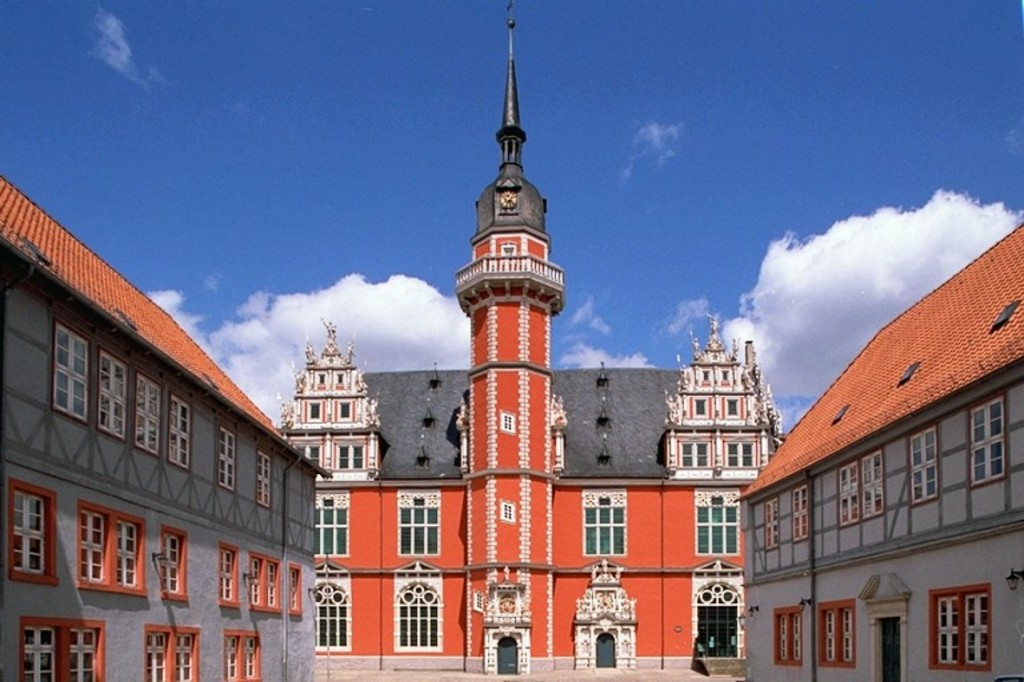
Juleum der Universität Helmstedt (Alma Julia)

Im Jahr 1568 gründete Julius die Universität Helmstedt (Alma Julia) als seine Landesuniversität mit dem Juleum als Hauptgebäude. Am 1. Januar 1569 erließ er eine Kirchenordnung, mit der er die Reformation in seinem Territorium durchsetzte.
Im Jahre 1571 verlieh Herzog Julius der alten Handwerkersiedlung vor den Toren seines Schlosses den Namen „Heinrichstadt“ und baute sie zu einer modernen Stadt aus. (Der Name Wolfenbüttel blieb bis 1747 dem eigentlichen Schlossbezirk vorbehalten, heute ist die Heinrichstadt der Kern der Wolfenbütteler Altstadt.)
1571 wurden die Burg und der Ort Calvörde durch Herzog Julius von Braunschweig Teil des Herzogtums Braunschweig-Lüneburg.
1572 wurde die Amtsverwaltung von Herzog Julius von der Harzburg nach Bündheim verlegt und ein neues Amtshaus errichtet, ebenso eine Messinghütte. Im selben Jahr erließ er für seine inzwischen stark gewachsene Büchersammlung eine Liberey-Ordnung, die als Gründungsurkunde der Wolfenbütteler Bibliothek gilt.
Das Hauptproblem, das viele Generationen seiner Dynastie beschäftigte, war die Überwindung der Selbstständigkeit der Stadt Braunschweig. Regelmäßig fanden kriegerische Auseinandersetzungen und gegenseitige Belagerungen statt. Die Braunschweiger Bürger wollten den Herzögen keine Untertanen sein.
Julius plante einen eleganteren Weg. Er wollte die selbstbewusste Hansestadt Braunschweig wirtschaftlich austrocknen. Dazu wollte er eine große Handels- und Industriestadt mit Namen „Gotteslager“ vor den Toren der Heinrichstadt gründen – als Konkurrenz zu Braunschweig. Er plante eine Großstadt mit eigener Kirche, Universität und staatlichen Manufakturen.
Auch die Heinrichstadt wurde massiv umgebaut und modernisiert, vor allem mit Hilfe landesfremder Berater. So legte der Niederländer Hans Vredeman de Vries zur Trockenlegung des Stadtgebiets von Wolfenbüttel ein Grachtensystem an, dessen Reste noch heute das pittoreske Stadtbild beleben.

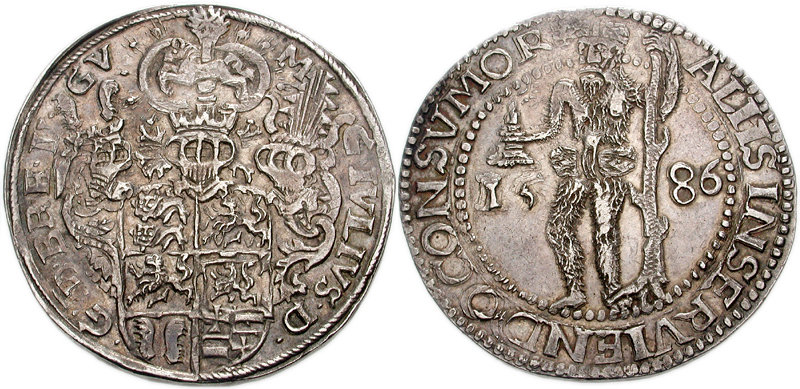
Lichttaler von 1586 mit Sinnbild und Wahlspruch des Herzogs Julius

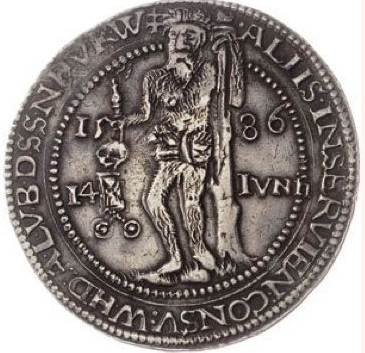
Erste Brillenmünze, Rückseite

Julius unterzeichnete die Konkordienformel von 1577 und das Konkordienbuch von 1580, machte sie aber nach dem Streit um die Amtseinführung seines Sohnes als Fürstbischof von Halberstadt für sein Herrschaftsgebiet nicht verpflichtend.
Durch Erbschaft wurde das Land erweitert. 1582 fielen Teile der Grafschaft Hoya nach dem Tode Ottos VIII. von Hoya an, 1584 das Fürstentum Braunschweig-Calenberg von seinem kinderlosen Onkel Erich II. Julius hinterließ seinem Sohn und Nachfolger Heinrich Julius ein wohlgeordnetes und finanziell gesundes Fürstentum.
Das brennende Licht auf seinen Lichttalern, das sich verzehrt, passt zum Wahlspruch des Herzogs Aliis inserviendo consumor („Im Dienste anderer verzehre ich mich“). Sein Wahlspruch ist auch auf seinen Brillenmünzen präsent. Besonders sein erster Brillentaler nimmt mit dem Satz „Das Übel wird nicht weichen von einem unwillkommenen Geschlecht“ deutlich Bezug auf die Demütigungen und Zurücksetzungen durch seinen Vater vor Regierungsantritt. Von größter Bedeutung sind die Juliuslöser. Das sind Mehrfachtaler, die im Gewicht von 2 bis 16 Reichstaler geschlagen wurden.
Im Jahr 1585 erfolgten erste Schürfungen nach Steinkohle im Osterwald in seinem Auftrag. Im selben Jahr schloss er die Arbeiten am später nach ihm benannten Tiefen Julius-Fortunatus-Stollen ab.

## Bischof von Minden
Julius, dessen Ausbildung auf eine Kirchenlaufbahn ausgerichtet war und der sich dazu als Kanoniker in Köln aufhielt, wurde am 23. April 1553 vom Mindener Domkapitel zum Bischof von Minden bestellt. Eine päpstliche Bestätigung blieb ihm verwehrt, so dass er Bischof-Elekt bzw. Administrator für das Bistum Minden und das Hochstift Minden blieb. Sein streng katholischer Vater versuchte zeitlebens eine Thronbesteigung des zur Reformation neigenden Julius zu verhindern. Daher wird angenommen, dass auch die Wahl zum Bischof in Minden Teil des väterlichen Plans war, Julius in eine kirchliche Laufbahn „abzuschieben“. Nach dem Tod des Bischofs Franz von Waldeck, der in kriegerische Auseinandersetzungen mit den Welfen unterlegen war, hatten die Welfen gewissermaßen Anrecht auf die Besetzung des freigewordenen Bischofsamtes in Minden. Bereits im Februar 1554 resignierte Julius jedoch als Bischof-Elekt, um sich auf die Regentschaft in Wolfenbüttel vorzubereiten, denn seit dem überraschenden Tod seiner beiden älteren Brüder 1553 war Julius Erbprinz. Als Bischof-Elekt neigte er der Reformation zu und stand so in der Reihe seines Vorgängers Franz von Waldeck, der in Minden der lutherischen Lehre Vorschub geleistet hatte. Seine Amtszeit war jedoch zu kurz, um die Geschichte des Bistums maßgeblich zu beeinflussen. Um den Anspruch der Welfen auf das Bistum Minden zu unterstreichen, folgte Julius’ Onkel Georg von Braunschweig-Wolfenbüttel im Amt des Mindener Bischofs.
Sein ihm als Herzog zu Braunschweig und Lüneburg und Fürst von Braunschweig-Wolfenbüttel in der Regierung nachfolgender Sohn Heinrich Julius war neben seinem bischöflichen Amt in Halberstadt von 1582 bis 1585 ebenfalls Bischof-Elekt in Minden.

## Nachkommen

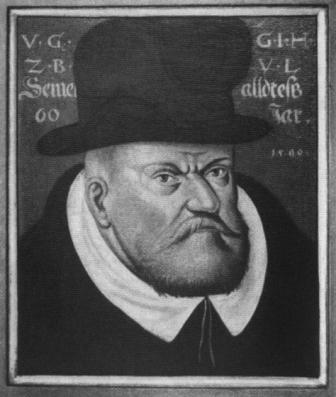
Herzog Julius von Braunschweig-Lüneburg, Bildnis von 1590

Julius heiratete 1560 Hedwig von Brandenburg (1540–1602), eine Tochter des Kurfürsten Joachim II. von Brandenburg. Sie hatte folgende Kinder:
- Sophie Hedwig (1561–1631)

⚭ 1577 Herzog Ernst Ludwig von Pommern-Wolgast (1545–1592)
- Heinrich Julius (1564–1613), Herzog von Braunschweig-Wolfenbüttel

⚭ 1. 1585 Prinzessin Dorothea von Sachsen (1563–1587)
⚭ 2. 1590 Prinzessin Elisabeth von Dänemark (1573–1626)
- Maria (1566–1626)

⚭ 1582 Herzog Franz II. von Sachsen-Lauenburg (1547–1619)
- Elisabeth (1567–1618)

⚭ 1. 1583 Graf Adolf XI. von Holstein-Schauenburg (1547–1601)
⚭ 2. 1604 Herzog Christoph von Braunschweig-Harburg (1570–1606)
- Philipp Sigismund (1568–1623), Bischof von Verden und Osnabrück
- Margarete (1571–1580)
- Joachim Karl (1573–1615)
- Sabine Catharina (1574–1590)
- Dorothea Augusta (1577–1625), Äbtissin von Gandersheim
- Julius August (1578–1617), Abt von Michaelstein
- Hedwig (1580–1657)

⚭ 1621 Herzog Otto III. von Braunschweig-Harburg (1572–1641)

Sophie Hedwig
Marie
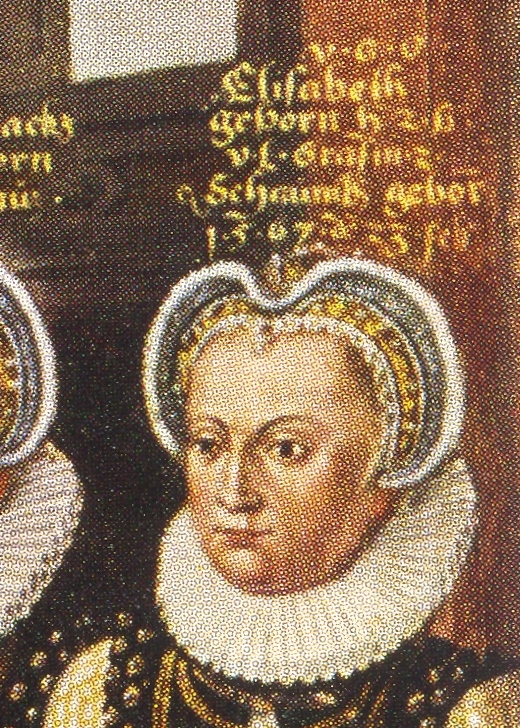
Elisabeth
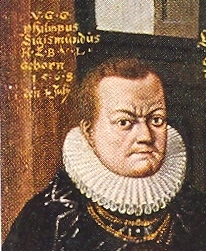
Philipp Siegmund
Margarete
Joachim Karl
Sabine
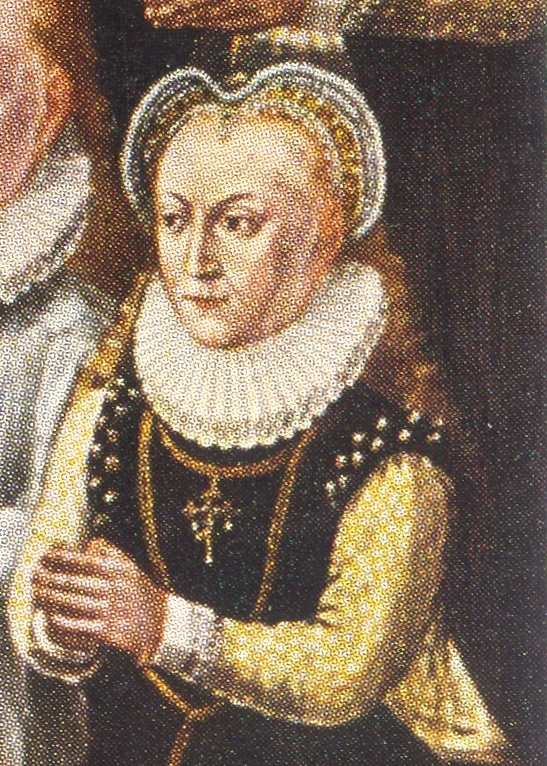
Dorothea
Julius August
Hedwig